# 299
Évszázadok: 2. század – 3. század – 4. század
Évtizedek: 240-es évek – 250-es évek – 260-as évek – 270-es évek – 280-as évek – 290-es évek – 300-as évek – 310-es évek – 320-as évek – 330-as évek – 340-es évek
Évek: 294 – 295 – 296 – 297 –  298 – 299 – 300 – 301 – 302 – 303 – 304

## Események

### Római Birodalom
- Diocletianus és Maximianus császárokat választják consulnak.
- Diocletianus és Narsak szászánida király megköti a niszibiszi békét. Az előző évi katasztrofális vereség után a perzsák elfogadják, hogy a Tigris folyó legyen a határ a két birodalom között és északon öt Tigristől keletre fekvő tartományt is átadnak; ezenkívül visszaszolgáltatják a korábban annektált Kelet-Örményországot és a kaukázusi Ibéria királysága római kliensállammá válik.
- Diocletianus és Galerius a győzelem örömére Antiochiában áldoz az isteneknek, de a jóspapok képtelenek olvasni az áldozati állatok zsigereiből és kudarcukért a keresztényeket okolják. Diocletianus elrendeli, hogy udvarában és a hadseregben elbocsátás terhe mellett mindenki köteles áldozni a római isteneknek.
- Galerius caesar Thessalonicában diadalívet emeltet a perzsák fölött aratott győzelem emlékére.
- Galerius a Duna mentén hadjáratot vezet a szarmaták és a markomannok ellen.
- Maximianus császár három évnyi észak-afrikai hadakozás után visszatér Rómába és a berber törzsek legyőzéséért diadalmenetet tart.

## Születések
- Csin Ming-ti, kínai császár

## Fordítás
- Ez a szócikk részben vagy egészben  a(z)   299 című angol Wikipédia-szócikk ezen változatának fordításán alapul.  Az eredeti cikk szerkesztőit annak laptörténete sorolja fel. Ez a jelzés csupán a megfogalmazás eredetét és a szerzői jogokat jelzi, nem szolgál a cikkben szereplő információk forrásmegjelöléseként.